# Shirakawa
|  | Per a altres significats, vegeu «emperador Shirakawa». |

Shirakawa (白河市, Shirakawa-shi) és una ciutat de la prefectura de Fukushima, al Japó.
El 2015 tenia una població estimada de 63.186 habitants. El 2014 tenia una àrea total de 305,3 km².

## Geografia
Shirawaka està situada al sud de la prefectura de Fukushima. El riu Abukuma passa per la ciutat.

### Municipalitats veïnes
- Prefectura de Fukushima
  - Nishigō
  - Izumizaki
  - Nakajima
  - Yabuki
  - Tanagura
  - Ishikawa
  - Asakawa
  - Ten'ei
- Prefectura de Tochigi
  - Nasu

## Història
L'àrea de l'actual Shirawaka fou part de l'antiga província de Mutsu. En el període Edo, l'àrea prosperà com a ciutat castell del domini de Shirakawa, i fou escenari d'una batalla major de la Guerra d'Aizu durant la restauració Meiji. En el període Meiji, fou organitzada com a part de la regió de Nakadōri de la província d'Iwaki.
El poble de Shirakawa fou format l'1 d'abril de 1889 amb la creació del sistema de municipalitats. L'1 d'abril de 1949, Shirakawa esdevingué ciutat a l'annexar la vila veïna d'Ōnuma. Diverses fusions amb viles veïnes tingueren lloc els any 1954, 1955 i 2005.